# Final da Copa das Confederações FIFA de 2005
A Final da Copa das Confederações de 2005 foi um jogo de futebol que determinou o campeão da Copa das Confederações de 2005. O jogo aconteceu no estádio Waldstadion, na cidade Frankfurt, Alemanha, em 29 de junho de 2005, e foi disputado pela Argentina e pelo Brasil. Brasil venceu a partida por 4 a 1.
Esta foi a primeira vez que a Seleção Argentina chegou a uma final de competição na era FIFA. Entretanto, foi a terceira aparição da Seleção Brasileira somente em Copas das Confederações.

## Caminho até a final
| Grupo B | Pts | J | V | E | D | GP | GC | SG |
| ------- | --- | - | - | - | - | -- | -- | -- |
| México  | 7   | 3 | 2 | 1 | 0 | 3  | 1  | +2 |
| Brasil  | 4   | 3 | 1 | 1 | 1 | 5  | 2  | +2 |
| Japão   | 4   | 3 | 1 | 1 | 1 | 4  | 4  | 0  |
| Grécia  | 1   | 3 | 0 | 1 | 2 | 0  | 4  | –4 |

| Grupo A   | Pts | J | V | E | D | GP | GC | SG |
| --------- | --- | - | - | - | - | -- | -- | -- |
| Alemanha  | 7   | 3 | 2 | 1 | 0 | 9  | 5  | +4 |
| Argentina | 7   | 3 | 2 | 1 | 0 | 8  | 5  | +3 |
| Tunísia   | 3   | 3 | 1 | 0 | 2 | 3  | 5  | –2 |
| Austrália | 0   | 3 | 0 | 0 | 3 | 5  | 10 | –5 |

## Detalhes do jogo
| 29 de junho | Brasil                                              | 4 – 1     | Argentina | Commerzbank-Arena, Frankfurt              |
| 20:45       | Adriano 11', 63' · Kaká 16' · Ronaldinho Gaúcho 47' | Relatório | Aimar 65' | Público: 45 591 Árbitro: SVK Ľuboš Micheľ |

| Brasil | Argentina |

| BRASIL                  |    |                      |     |     |
|                         |    |                      |     |     |
| G                       | 1  | Dida                 |     |     |
| LD                      | 13 | Cicinho              |     | 86' |
| Z                       | 3  | Lúcio                |     |     |
| Z                       | 4  | Roque Júnior         |     |     |
| LE                      | 6  | Gilberto             |     |     |
| V                       | 5  | Emerson              |     |     |
| V                       | 11 | Zé Roberto           |     |     |
| M                       | 8  | Kaká                 |     | 86' |
| M                       | 10 | Ronaldinho           | 28' |     |
| A                       | 7  | Robinho              |     | 90' |
| A                       | 9  | Adriano              |     |     |
| Substituições:          |    |                      |     |     |
| LD                      | 2  | Maicon               |     | 86' |
| V                       | 19 | Renato               |     | 86' |
| M                       | 18 | Juninho Pernambucano |     | 90' |
| Treinador:              |    |                      |     |     |
| Carlos Alberto Parreira |    |                      |     |     |

| ARGENTINA      |    |                     |     |     |
|                |    |                     |     |     |
| G              | 12 | Germán Lux          |     |     |
| LD             | 4  | Javier Zanetti      |     |     |
| Z              | 16 | Fabricio Coloccini  | 28' |     |
| Z              | 6  | Gabriel Heinze      |     |     |
| LE             | 15 | Diego Placente      |     |     |
| V              | 5  | Esteban Cambiasso   | 28' | 56' |
| M              | 8  | Juan Román Riquelme |     |     |
| M              | 17 | Lucas Bernardi      |     |     |
| M              | 3  | Juan Pablo Sorín    | 35' |     |
| A              | 11 | César Delgado       |     | 81' |
| A              | 21 | Luciano Figueroa    |     | 72' |
| Substituições: |    |                     |     |     |
| M              | 10 | Pablo Aimar         | 73' | 56' |
| A              | 7  | Carlos Tévez        |     | 72' |
| M              | 22 | Luciano Galletti    |     | 81' |
| Treinador:     |    |                     |     |     |
| José Pekerman  |    |                     |     |     |

| Melhor em campo: Adriano Assistentes: SVK Roman Slysko SVK Martin Balko Quarto árbitro: JAM Peter Prendergast |